# Kanton Wittenheim
Der Kanton Wittenheim ist seit 1958 ein Kanton im Arrondissement Mulhouse im Département Haut-Rhin in der Region Grand Est in Frankreich.

## Geschichte
Der Kanton Wittenheim entstand am 26. Februar 1958 bei der Aufteilung der damaligen Kantone Mulhouse-Nord und Mulhouse-Sud in fünf Kantone. Am 22. März 2015 wurde der Kanton völlig umstrukturiert. Mit Ausnahme des Kantonshauptortes verblieb keine Gemeinde im Kanton. Dafür wurden diesem acht Gemeinden aus der Nachbarschaft zugewiesen. Diese 8 Gemeinden gehörten bis 2015 zu den Kantonen Cernay (Staffelfelden und Wittelsheim), Ensisheim (Pulversheim), Illzach (Ruelisheim) und Soultz-Haut-Rhin (Berrwiller, Bollwiller, Feldkirch und Ungersheim).

## Geografie
Der Kanton Wittenheim grenzt im Nordwesten und Norden an den Kanton Guebwiller, im Osten und Südosten an den Kanton Rixheim, im Süden an die Kantone Kingersheim und Mulhouse-3 sowie im Westen an den Kanton Cernay.

## Gemeinden
Der Kanton besteht aus neun Gemeinden mit insgesamt 44.307 Einwohnern (Stand: 1. Januar 2022) auf einer Gesamtfläche von 99,88 km²:
| Gemeinde          | Elsässisch   | Deutsch       | Einwohner (2022) | Fläche (km²) | Code postal | Code Insee |
| ----------------- | ------------ | ------------- | ---------------- | ------------ | ----------- | ---------- |
| Berrwiller        | Barrwiller   | Berrweiler    | 1.275            | 7,66         | 68500       | 68032      |
| Bollwiller        | Bollwiller   | Bollweiler    | 4.104            | 8,63         | 68540       | 68043      |
| Feldkirch         | Faldkìrech   | Feldkirch     | 1.002            | 4,21         | 68540       | 68088      |
| Pulversheim       | Bulwersche   | Pulversheim   | 3.075            | 8,54         | 68840       | 68258      |
| Ruelisheim        | Rüelese      | Rülisheim     | 2.486            | 7,27         | 68270       | 68289      |
| Staffelfelden     | Stàffelfalde | Staffelfelden | 4.070            | 7,42         | 68850       | 68321      |
| Ungersheim        | Ungersche    | Ungersheim    | 2.440            | 13,51        | 68190       | 68343      |
| Wittelsheim       | Wittelse     | Wittelsheim   | 10.364           | 23,63        | 68310       | 68375      |
| Wittenheim        | Wittene      | Wittenheim    | 15.491           | 19,01        | 68270       | 68376      |
| Kanton Wittenheim | Wittene      | Wittenheim    | 44.307           | 99,88        | -           | 6817       |

Bis zur landesweiten Neuordnung der französischen Kantone im März 2015 gehörten zum Kanton Wittenheim die sechs Gemeinden Kingersheim, Lutterbach, Pfastatt, Reiningue, Richwiller und Wittenheim. Sein Zuschnitt entsprach einer Fläche von 63,59 km2. Er besaß vor 2015 einen anderen INSEE-Code als heute, nämlich 6827.

## Politik
Im 1. Wahlgang am 22. März 2015 erreichte keines der sechs Kandidatenpaare die absolute Mehrheit. Bei der Stichwahl am 29. März 2015 gewann das Gespann Marie-France Vallat/Pierre Vogt (beide DVG) gegen Ludwig Deleersnyder/Évelyne Fuchs (beide FN) mit einem Stimmenanteil von 51,38 % (Wahlbeteiligung:47,58 %).
Seit 1958 hat(te) der Kanton folgende Abgeordnete im Rat des Départements:
| Vertreter im Rat des Départements | Vertreter im Rat des Départements | Vertreter im Rat des Départements                       |
| Amtszeit                          | Name                              | Partei                                                  |
| --------------------------------- | --------------------------------- | ------------------------------------------------------- |
| 1958–1970                         | Arsène Sutter                     | MRP, danach Centre démocrate (CD)                       |
| 1970–1988                         | Antoine Gissinger                 | Union des démocrates pour la République (UDR), dann RPR |
| 1988–2015                         | Joseph Spiegel                    | PS                                                      |
| 2015–                             | Marie-France Vallat Pierre Vogt   | DVG                                                     |